# بومة السمك
بومة السمك (الاسم العلمي: Ketupa)، مجموعة طيور بومية من فصيلة البوم الحقيقي. أُقترح اسم الجنس من قبل René-Primevère Lesson عام 1831، توجد أنواع بومة السمك في جاوة والهند. تشير نتائج التحليل الوراثي لتسعة أنواع من البومة القرناء إلى أن أنواع الكيتوبا تشكل مجموعة أحادية الطراز. لذا يُعتقد أن الكيتوبا تستحق أن تُصنف جُنيس وتشمل الأنواع التالية:
- بومة السمك البنية (K. zeylonensis) التي وصفها يوهان فريدريش جملين في عام 1788 وكانت بومة سمك من سريلانكا.[7]
- بومة السمك الشهباء (K. ketupu) التي وصفها توماس هورسفيلد في عام 1821 وكانت بومة سمك من جاوة.[8]
- بومة السمك السفعاء (K. flavipes) التي وصفها براين هوتون هودجسون في عام 1836 كانت بومة سمك من نيبال.[9]